# Joan Medjid
Joan Medjid, née le 29 septembre 1995 est une athlète française spécialiste du 400 mètres haies.
En 2013, à Rieti, elle devient vice-championne d'Europe du 400m haies (57,34s).
Elle se classe 8ème de la finale des championnats du monde juniors à Eugène (2014).

## Carrière sportive
Elle commence sa carrière par les épreuves combinées et devient en juillet 2011 championne de France cadette de l'heptathlon.
Elle enchaîne avec le sprint long et décroche le même été la médaille d'argent lors des championnats de France cadette du 400m à Dreux.
En 2012, elle est sélectionnée pour les championnats de France dans deux disciplines : le 400m et le 400m haies. Elle tente alors le doublé et décroche la médaille d'argent dans ces deux courses.
En 2013 elle devient vice-championne de France juniors du 400m en salle lors des championnats de France à Lyon.
Elle est sélectionnée pour les championnats d'Europe juniors à Rieti en juillet 2013 et devient vice-championne d'Europe du 400m haies en battant son record personnel (57 s 34). Elle participe également au relais 4*400 m avec l'équipe de France qui termine 7e de la finale.
En 2014, Joan Medjid participe aux Championnats du monde juniors à Eugene et y atteint la 8e place de la finale.
En mars 2015, elle effectue une saison de 800m en salle et parvient à décrocher la médaille d'argent lors des championnats de France à Nogent-sur-Oise.
En juillet 2015 elle est sélectionnée aux championnats d'Europe espoirs à Tallinn et y atteindra les demies-finales.
Dans la foulée elle participe aux championnats de France espoirs et est sacrée championne de France.
En février 2018 elle revient à ses premières amours et devient championne de France des épreuves combinées lors des championnats nationaux en salle à Lyon.

## Réalisations internationales
| Année | Compétition                   | Lieu    | Discipline            | Résultat            | Performance (s) |
| ----- | ----------------------------- | ------- | --------------------- | ------------------- | --------------- |
| 2013  | Championnats d'Europe juniors | Rieti   | 400 mètres haies      | 2ème place          | 57,34           |
| 2013  | Championnats d'Europe juniors | Rieti   | Relais 4 × 400 mètres | Finale : 7ème place | 3:40,21         |
| 2014  | Championnats du Monde juniors | Eugene  | 400 mètres haies      | Finale : 8ème place | 58,84           |
| 2015  | Championnats d'Europe Espoirs | Tallinn | 400 mètres haies      | Demi-finale         | 58,52           |